# Phylloxylon perrieri
Phylloxylon perrieri är en ärtväxtart som beskrevs av Emmanuel Drake del Castillo. Phylloxylon perrieri ingår i släktet Phylloxylon och familjen ärtväxter. IUCN kategoriserar arten globalt som starkt hotad. Inga underarter finns listade i Catalogue of Life.